# Хрестолист кримський
Хрестолист кримський (Cruciata taurica) — вид квіткових рослин родини маренових (Rubiaceae).

## Біоморфологічна характеристика
Це напівкущик. Стебло 10–45 см заввишки, часто лежачі біля основи, гілки від прямовисних до висхідних, чотиригранні. Листки 10–25 × 4–15 мм, трохи шорсткі. Суцвіття 5-9-квіткове. Віночок від золотисто-жовтого до жовтувато-зеленого, 3–6 мм у діаметрі, частки яйцеподібні чи субеліптичні, від гострих до загострених. 2n = 22, 44, 66, 88.

## Поширення
Європа, Західна Азія.
В Україні вид росте на кам'янистих схилах, скелях, степових схилах, на оголеннях вапняку та мергелю — у Криму.